# 元定
元 定（げん てい、生年不詳 - 567年頃）は、北魏から北周にかけての軍人。字は願安。本貫は河南郡洛陽県。

## 経歴
征虜将軍・鉅鹿郡太守の元道龍の子として生まれた。成長すると寡黙で沈着剛毅な人物となった。528年、爾朱天光の下で関中や隴西の乱を討ち、襄威将軍に任ぜられた。534年、賀抜岳が殺害されると、元定は宇文泰の下で侯莫陳悦を討ち、功績により平遠将軍・歩兵校尉に任ぜられた。孝武帝が関中に入ると、高邑県男に封ぜられた。潼関を攻撃し、迴洛城を落とし、爵位は伯に進んだ。前将軍・太中大夫の位を加えられた。537年、宇文泰の下で竇泰を討ち、弘農や沙苑の戦いに参加して、先鋒をつとめた。538年、河橋の戦いに参加した。前後の功績により都督・征東将軍・金紫光禄大夫・帥都督に累進した。
543年、邙山の戦いでは、元定は敵の矟を奪って奮戦し、当たるところ敵なしであった。宇文泰はこれを見て、論功最上として、厚く賞した。547年、河北郡太守に任ぜられ、大都督・通直散騎常侍の位を加えられた。戦闘のあるたびに勇戦して敵陣を落としたが、自らの功を語ることはなく、宇文泰に重用された。549年、使持節・車騎大将軍・開府儀同三司に転じ、爵位は公に進んだ。553年、西魏の宗室として、建城郡王に封ぜられた。
557年、北周が建国されると、元定は長湖郡公に降封された。明帝が即位すると、岷州刺史に任ぜられ、羌族の首領たちと親交を深めた。保定年間、左宮伯中大夫の位を受けた。長らくして、左武伯中大夫に転じ、位は大将軍に進んだ。
567年、南朝陳の湘州刺史の華皎が後梁に降ると、後梁の明帝はこれを機会に領土拡大を企図し、北周に遣使して援兵を請うた。北周は衛公宇文直と元定を派遣した。華皎が水軍を率い、元定が陸軍を率い、宇文直が全軍を総督して夏口にいたった。陳軍は郢州を堅守して屈服しなかった。宇文直は元定に数千の兵を率いて郢州を包囲させた。南朝陳は淳于量・徐度・呉明徹らに水陸で北周軍をはばませた。淳于量らはすでに長江を渡った元定の軍を無視して、華皎の率いる水軍と交戦した。華皎の率いる軍は、猜疑のために混乱して、陳軍に敗れた。華皎は単身脱出して後梁の保護を求めた。元定は敵中で孤立し、陳軍が水陸から迫ってきた。元定は竹を切って脱出路を開き、進みながら戦い、湘州に向かおうとしたが、湘州はすでに陥落していた。徐度らは元定の窮状を知って、使者を派遣し講和を申し入れて騙し討ちしようと図った。元定はその申し入れを偽りだと疑ったが、長史の長孫隆や諸将らの多くは元定に講和を勧めた。盟約して武装解除し、船に乗ったところを捕らえられた。部下とともに捕虜となり、丹陽に送られた。
数カ月後、憂憤のうちに発病して死去した。子の元楽が後を嗣いだ。

## 伝記資料
- 『周書』巻34 列伝第26
- 『北史』巻69 列伝第57